# Hermann Frömter
Hermann Frömter (ur. 1898, data śmierci nieznana) – zbrodniarz nazistowski, członek załogi niemieckiego obozu koncentracyjnego Dachau. SS-Oberscharführer.
Od 12 sierpnia 1941 do 29 kwietnia 1945 pełnił służbę w obozie głównym Dachau, jako urzędnik obozowej administracji i kierownik komanda więźniarskiego. Uczestniczył w ewakuacji obozu. W procesie załogi Dachau (US vs. Karl Besler i inni), który przeprowadzono w dniach 20 – 23 grudnia 1946 przed Amerykańskim Trybunałem Wojskowym w Dachau skazany został na 3 lata pozbawienia wolności.